# Белогорцев, Владимир Фёдорович
Владимир Фёдорович Белогорцев (1879 — 1955) — участник Белого движения на Юге России, начальник войскового штаба Терского казачьего войска, генерал-майор.

## Биография
Православный. Из дворян Терской области, казак станицы Ардонской. Сын полковника.
Окончил Тифлисский кадетский корпус (1897) и Николаевское инженерное училище (1900), откуда выпущен был подпоручиком в 14-й саперный батальон. Произведен в поручики 1 октября 1902 года, в штабс-капитаны — 1 октября 1906 года.
В 1907 году окончил Николаевскую академию Генерального штаба по 1-му разряду и 7 мая того же года был произведен в капитаны «за отличные успехи в науках». В 1907—1909 годах отбывал цензовое командование ротой в лейб-гвардии Преображенском полку. 26 ноября 1909 года переведен в Генеральный штаб с назначением старшим адъютантом штаба 4-й Сибирской стрелковой дивизии. 3 декабря 1912 года назначен обер-офицером для поручений при штабе 3-го Кавказского армейского корпуса.
С началом Первой мировой войны, 21 октября 1914 года назначен исправляющим должность штаб-офицера для поручений при штабе 3-го Кавказского армейского корпуса, а 6 декабря того же года произведен в подполковники с утверждением в должности. Пожалован Георгиевским оружием
За то, что 3-го октября 1914 года в бою под д. Словики произвел разведку неприятельской позиции под действительным ружейным огнем противника. Атака, произведенная 5-го и 6-го октября на основании этой разведки, была успешна и германцы были вынуждены отступить.
17 марта 1915 года назначен и. д. начальника штаба 7-й пехотной дивизии, 14 июня того же года — и. д. начальника штаба 24-й пехотной дивизии. Произведен в полковники 6 декабря 1915 года. Был ранен и контужен в боях на Стоходе в 1916 году. В феврале 1917 года был назначен командиром 150-го пехотного Таманского полка, а 18 марта — командиром 149-го пехотного Черноморского полка. В сентябре 1917 года подал рапорт о болезни и выехал с семьей в Терскую область.
В 1918 году участвовал в Терском восстании, в июне—ноябре 1918 года был начальником штаба Терского казачьего войска. С конца 1918 года занимал штабные должности в 3-м армейском корпусе Добровольческой армии. С 11 августа 1919 года назначен начальником 2-й Терской отдельной пластунской бригады. Позднее в том же году был произведен в генерал-майоры. В 1920 году — начальник войскового штаба Терского казачьего войска.
В эмиграции в Югославии, жил в Горном Милановце. Состоял членом Общества офицеров Генерального штаба. В годы Второй мировой войны служил в Русском корпусе. После войны переехал во Францию. Умер в старческом доме в Ганьи под Парижем. Похоронен на местном кладбище.

## Награды
- Орден Святого Станислава 3-й ст. (ВП 1.03.1912)
- Георгиевское оружие (ВП 6.01.1915)
- Орден Святой Анны 2-й ст. с мечами (ВП 27.02.1915)
- Орден Святого Владимира 4-й ст. с мечами и бантом (ВП 3.07.1915)
- Орден Святого Станислава 2-й ст. с мечами (ВП 7.08.1915)